# John Field
John Field (Dublin, 26 de julho de 1782 — Moscovo, 23 de janeiro de 1837) foi um pianista e compositor irlandês.
John Field é conhecido como o primeiro compositor de noturnos.

## Biografia
Field nasceu em Dublin em 1782 e morreu em 1837, aos 54 anos.
Filho mais velho de protestantes irlandeses. Seu pai, Robert Field, ganhava a vida tocando violino nos teatros de Dublin. John Field começou estudando piano com seu avô, também chamado John Field, que era um organista profissional, e depois teve aulas com Tommaso Giordani. Teve sua estreia aos nove anos de idade, com uma performance que foi bem aceita, em 24 de março de 1792, na cidade de Dublin. Mudou-se com sua família para Bath, no condado inglês de Somerset em 1793, e mais tarde, nesse mesmo ano, foi para Londres. Seu pai fez com que fosse aprendiz do pianista e luthier Muzio Clementi. Suas performances atraíram críticas favoráveis de Joseph Hadyn. Na época em que tinha 17 anos, Field já havia estreado seu primeiro concerto (de um total de sete); e isso foi um dos marcos do final de sua vida de aprendiz.
Ele já havia tornado-se um célebre pianista vários anos antes de tornar-se compositor, começando com seu primeiro conjunto de sonatas para piano, dedicadas ao seu professor Clementi, e publicadas em 1801.
Em 1801, Field acompanhou Clementi em uma turnê em Paris e Viena (onde estudou brevemente com Johan Georg Albrechtsberger. Field seguiu Clementi, quando este mudou-se para a Rússia, continuando em seu emprego de demonstrar os pianos construídos por Clementi. Field estabeleceu uma ótima carreira com seus concertos na Rússia, e à altura de 1806 dividia o seu tempo entre as cidades de Moscou e São Petersburgo, mudando-se para esta após seu casamento com uma mulher francesa em uma cerimônia católica em 1810. Tornou-se professor, profissão que descobriu lucrativa, e seu estilo de vida tornou-se um tanto extravagante; era um bon-vivant, e foi pai de um filho ilegítimo.
Em 1831 a sua saúde começou a se deteriorar, e sofrendo de um doloroso câncer no reto, viajou de volta a Londres, para tratamento médico. Depois do tratamento retornou para a Rússia, passando pela França (onde, após assistir a uma apresentação de Franz Liszt no piano, perguntou ao vizinho de cadeira: "Ele morde?") e pela Itália, onde passou nove meses um hospital em Nápoles. Ajudado por uma nobre família russa, ele retornou a Moscou em 1835, e fez três apresentações em Viena no caminho, como convidado de Carl Czerny. De volta a Moscou, ele compôs seus últimos noturnos, em seus últimos 16 meses de vida.
Morreu em Moscou dois anos depois. Por sua fé não ser clara, tendo pais protestantes e um casamento católico, há uma lenda que diz que, em seu leito de morte, ao ser questionado por um padre sobre sua religião, ele respondeu: "Eu sou cravista" (Je suis claveciste).
Foi sepultado no Cemitério Vvedenskoye.

## Música
Field é lembrado pelos seus dezoito Nocturnes, que são composições para piano que mantêm uma atmosfera única. Estas peças são ainda mais notáveis pela sua influência sobre Frédéric Chopin.

## Lista de obras
H 1 \ Variations for piano on "Fal Lal La" in A major

H 2 \ Rondo "Favorite Hornpipe" for piano in A major

H 3 \ Rondo "Go the devil" for piano in C major

H 4 \ Variations for piano on "Since then I'm doom'd" in C major

H 5 \ Rondo "Slave, bear the sparkling goblet" for piano (lost)

H 6 \ Rondo "The two slaves dances" for piano in G major

H 7 \ Variations for piano on "Logie of Buchan" in C major

H 8 \ Piano Sonata Op. 1 No. 1 in E flat major

H 8 \ Piano Sonata Op. 1 No. 2 in A major

H 8 \ Piano Sonata Op. 1 No. 3 in C minor

H 9 \ Pleyel's Concertante for piano, violin & cello in F major

H 10 \ Air russe varié for piano 4 hands in A minor

H 11 \ Andante for piano 4 hands in C minor

H 12 \ Danse des ours for piano 4 hands in E flat major

H 13 \ Divertissement No. 1 for piano in E major

H 13 \ Nocturne for piano (12) in E major

H 14 \ Divertissement No. 2 for piano in A major

H 14 \ Nocturne for piano (7) in A major

H 15 \ Fantasia for piano Op. 3 on "Guardami un poco" in A major

H 16 \ Marche triomphale for piano in E flat major

H 17 \ Piano Sonata in B flat major

H 18 \ Rondeau for piano in A flat major

H 18 \ Waltz for piano in A flat major

H 19 \ Grande valse for piano 4 hands in A major

H 20 \ Variations for piano on "Vive Henry IV" in A minor

H 21 \ Polonaise for piano in E flat major

H 22 \ Variations for piano on "Kamarinskaya" in B flat major

H 23 \ Rondo "Speed the Plough" for piano in B major

H 24 \ Nocturne for piano No. 1 in E flat major

H 25 \ Nocturne for piano No. 2 in C minor

H 26 \ Nocturne for piano No. 3 in A flat major

H 27 \ Piano Concerto No. 1 in E flat major (1799)

H 27 \ Rondo from Piano Concerto No. 1 in E flat major

H 27 \ Variations for piano on "Within a mile" in B flat major

H 28 \ Piano Concerto No. 4 in E flat major (1814, revised 1819)

H 28 \ Rondo from Piano Concerto No. 4 in E flat major

H 29 \ Rondo from Piano Concerto No. 3 in E flat major

H 30 \ Nocturne for piano No. 9 (8) in E flat major

H 31 \ Piano Concerto No. 2 in A flat major (1811)

H 31 \ Poco adagio from Piano Concerto No. 2 in E flat major

H 31 \ Rondo from Piano Concerto No. 2 in A flat major

H 32 \ Piano Concerto No. 3 in E flat major (1811)

H 33 \ Exercice modulé sur tous les tons majeurs et mineurs for piano 

H 34 \ Piano Quintet in A flat major

H 35 \ Fantasia for piano on "Ah! quel dommage" in G major

H 36 \ Nocturne for piano No. 4 in A major

H 37 \ Nocturne for piano No. 5 in B flat major

H 38 \ Rondo for piano in A major

H 39 \ Piano Concerto No. 5 in C major "L'incendie par l'orage" (1817)

H 39 \ Rondo from Piano Concerto No. 5 in C major

H 40 \ Nocturne for piano No. 6 in F major

H 41 \ Variations for piano on a Russian folksong in D minor

H 42 \ 6 Dances for piano

H 43 \ Rondo for piano 4 hands in G major

H 44 \ Exercice nouveau No. 1 for piano in C major

H 45 \ Nocturne for piano No. 7 (13) in C major

H 46 \ Nocturne for piano No. 8 (9) in E minor

H 47 \ The Maid of Valdarno (lost)

H 48 \ Exercice nouveau No. 2 for piano in C major

H 49 \ Piano Concerto No. 6 in C major (1819, revised 1820)

H 49 \ Rondo from Piano Concerto No. 6 in C major

H 50 \ 2 Songs

H 51 \ Sehnsuchts-Walzer for piano in E major

H 52 \ Rondoletto for piano in E flat major

H 53 \ Rondo "Come again, come again" for piano in E major

H 54 \ Nocturne for piano No. 10 in E major

H 55 \ Nocturne for piano in C major "Le troubadour"

H 56 \ Nocturne for piano No. 11 in E flat major

H 57 \ Fantasia for piano on "We met" in G major

H 58 \ Nocturne for piano No. 12 (14) in G major

H 58 \ Piano Concerto No. 7 in C minor (1822, revised 1822-32)

H 59 \ Nocturne for piano No. 13 (15) in D minor

H 60 \ Nocturne for piano No. 14 (16) in C major

H 61 \ Nocturne for piano No. 15 (17) in C major

H 62 \ Nocturne for piano No. 16 (18) in F major

H 63 \ Nocturne for piano in B flat major

H 64 \ Andante inedit for piano in E flat major

H 65 \ Pastorale for piano (lost)

H 66 \ Nocturne for piano "Dernière pensée" (lost)

H 67 \ 88 passages doigtés for piano (lost)

H deest \ Exercice for piano in A flat major

H deest \ Fantasia for piano on "Dans le jardin" in A minor

H deest \ Largo for piano in C minor

H deest \ Prelude for piano in C minor

## Discografia
Existem mais de 50 gravações dedicadas parcial ou totalmente à música de John Field, incluindo:
- Nocturnes and Sonatas - tocada por Benjamin Frith - (1999) Naxos Records 8550761
- Sonatas, Nocturnes - tocada porJohn O'Conor - (2002) Telarc 80290
- Piano Concertos Nos. 1 & 2 - tocada por Mícéal O'Rourkecom a London Mozart Players regida por Matthias Bamert (1995) Chandos 9368
- Piano Concertos Nos. 2 & 3- tocada por John O'Conor acompanhado pela the Scottish Chamber Orchestra regida por sir Charles Mackerras - (1994) Telarc 80370